# Gânduri rele (Star Trek: Voyager)
„Gânduri rele” (titlu original: „Random Thoughts”) este al 10-lea episod din al patrulea sezon al serialului TV american științifico-fantastic Star Trek: Voyager și al 78-lea în total. A avut premiera la 19 noiembrie 1997 pe canalul UPN.

## Prezentare
B'Elanna Torres este arestată în timpul unei vizite pe o planetă locuită de telepați, unde gândurile violente sunt considerate a fi o crimă.

## Actori ocazionali
- Gwynyth Walsh - Nimira
- Wayne Pére - Guill
- Rebecca McFarland - Talli
- Ted Barba - Malin
- Bobby Burns - Frane
- Jeanette Miller - The Woman